# Убийство Софи Ланкастер

Софи Ланкастер

Убийство Софи Ланкастер произошло 11 августа 2007 года в Англии. Девушка вместе со своим парнем Робертом Малтби подверглись нападению со стороны хулиганской банды во время прогулки по парку Стабили в городе Бакап, расположенном в районе Россендейл на юго-востоке графства Ланкашир. После получения сильных травм Софи впала в глубокую кому. Спустя тринадцать дней она умерла, так и не придя в сознание. По версии полиции, нападение могло быть спровоцировано внешним видом пострадавших, которые были одеты в готическом стиле. Позже пять подростков были арестованы и обвинены в убийстве. Двое из них были приговорены к пожизненному заключению, остальные также были осуждены и лишены свободы, но получили более мягкие наказания.
Случай с убийством Софи Ланкастер получил широкий общественный резонанс не только в Великобритании, но и во всём мире; судебный процесс освещался ведущими информационными агентствами. Инцидент стал причиной изменений в законодательстве Великобритании.

## О жертве
Софи Ланкастер родилась 26 ноября 1986 года, училась в средней школе Бэкапа и Ротенстолла (англ. Bacup and Rawtenstall Grammar school), после неё окончила среднюю школу Хаслингдена и получила академический отпуск в колледже Аккрингтона и Россендейла. Софи в течение трёх лет встречалась с Робертом Малтби, 21-летним студентом из Манчестера, оба они были приверженцами готической субкультуры.
После произошедшего мама Софи сказала:

Меня злит больше всего то, что этот случай рассматривается как единичный; может быть то, что случилось с Софи, и есть особый случай, но такие нападения далеко не единичны. Просто потому что вы принадлежите к другой культуре, вы под прицелом и вас воспринимают как лёгкую добычу.
Оригинальный текст (англ.)The thing that makes me most angry is that it is seen as an isolated incident, maybe the seriousness of what happened to Sophie is isolated, but attacks are far from isolated. Just because you follow a different culture you are targeted; you are seen as easy pickings.

## Нападение

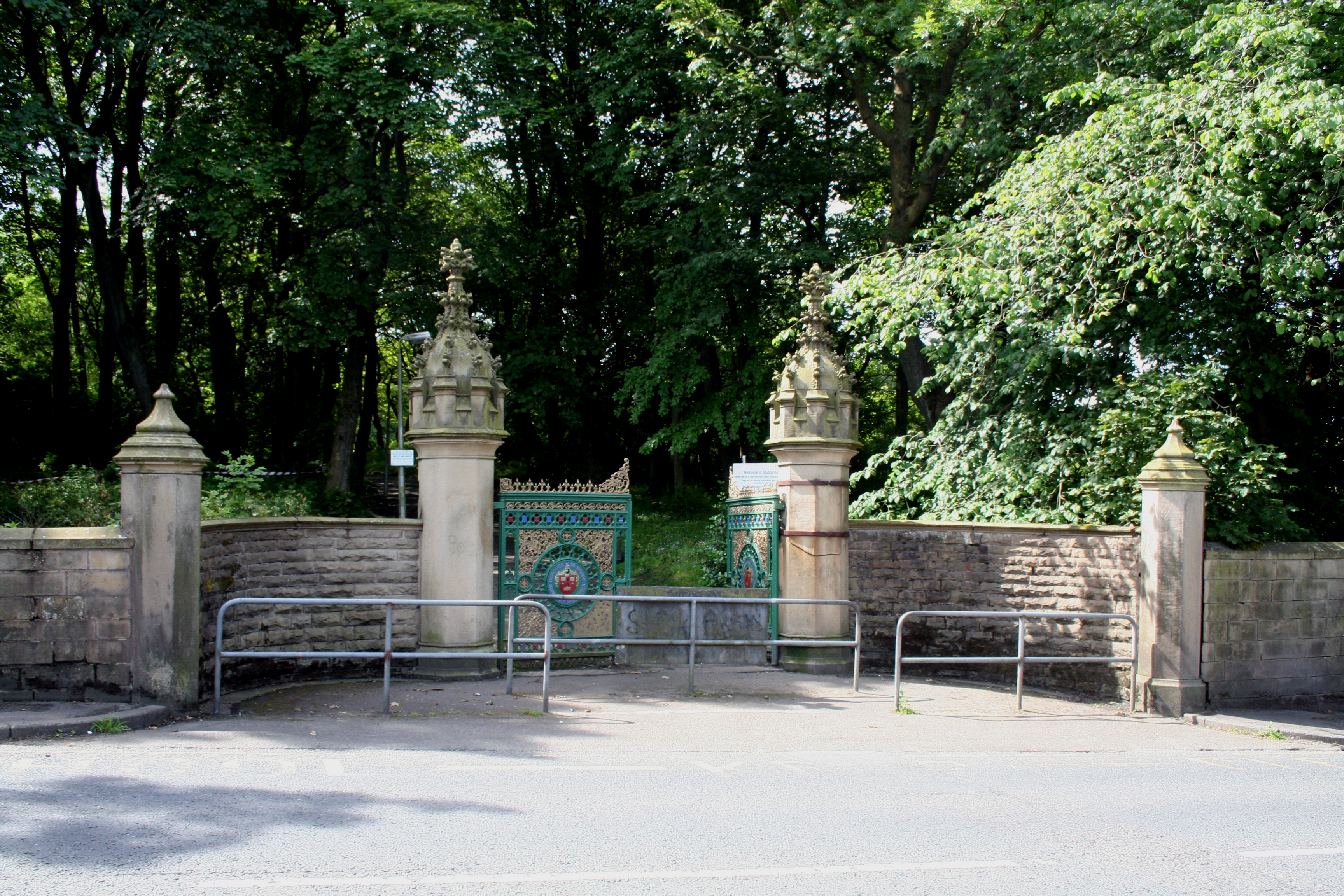
Ворота парка Стабили в Бакапе

При возвращении домой Софи Ланкастер и Роберт Малтби подверглись нападению со стороны агрессивно настроенной группы подростков. Нападение произошло между 1:10-1:20 в субботу 11 августа 2007 года в парке Стабили города Бакап (SD865218 (недоступная ссылка)). Пара направлялась домой и на входе в парк столкнулась с группой подростков, которые проследовали за Софи и Робертом. Без всякой видимой причины некоторые из подростков напали на Роберта. Они стали избивать его и он вскоре потерял сознание. Софи попыталась защитить парня, но хулиганы набросились и на неё. Свидетели рассказывали, что после избиения пары многие из подростков начали праздновать победу над готами. Некоторые подростки из группы нападавших остались с потерпевшими до прибытия экстренных служб. Они пытались помочь истекающим кровью девушке и парню. Позже, на суде, это явилось смягчающим обстоятельством для них.
В полиции говорили, что после их прибытия головы подвергшихся нападению до такой степени были травмированы и опухли, что нельзя было отличить девушку от парня. После прибытия скорой помощи оба были госпитализированы в больницу Рочдейла. Роберт Малтби остался лежать в этой клинике в состоянии комы, у него произошло кровотечение в мозг. Он стал постепенно восстанавливаться, но получил довольно серьёзное повреждение мозга. Софи впала в глубокую кому и была переведена в больницу Фейрфилд в городе Бери, а оттуда в больницу Хоуп в Манчестере. Несмотря на свои сильные травмы, Роберту удалось посетить Софи, когда та находилась в коматозном состоянии. Персоналу больницы стало ясно, что девушке не удастся прийти в сознание и родители дали согласие отключить её от аппарата жизнеобеспечения. Софи умерла 24 августа 2007 года.

## Аресты и следствие
Вскоре после нападения ланкаширская полиция арестовала пятерых подростков, но также провела дальнейшее расследование в связи с тем, что по имеющейся у них информации в том районе присутствовало около пятнадцати человек, которые могли быть как свидетелями, так и непосредственными участниками нападения. В качестве мотива нападения полиция указала необычный внешний вид потерпевших. Пьяным подросткам это показалось вызывающим. Судья Энтони Рассел назвал это вопиющим примером ксенофобии. 15-летний Брендан Харрис и 16-летний Райен Герберт были взяты под стражу, трое остальных: братья Джозеф и Денни Хулм, а также Дениел Малетт, были освобождены под залог. Изначально подсудимые обвинялись в нанесении тяжкого вреда здоровью, но после смерти Софи Ланкастер Харрису и Герберту были также предъявлены обвинения в убийстве.
К 5 октября 2007 года полицией было допрошено более 100 человек, из их показаний полицейские сделали вывод, что в парке на тот момент находилось примерно 15-20 человек, но новых арестов не последовало, поскольку, по версии следствия, те люди не участвовали в нападении, а в парке в такое время часто проводят время подростки.
Местные жители охарактеризовали парк как место частых сборов пьяных, жестоких хулиганов (англ. drunken, violent yobs), занимающихся вандализмом и употреблением спиртных напитков. После убийства жители города попросили властей о патрулировании местности в районе парка, чтобы исключить подобные случаи в будущем. Но городской совет Россендейла отказал им, сославшись на дороговизну содержания смотрителей парка.

## Судебный процесс и последствия
6 сентября 2007 года двоим из нападавших были предъявлены обвинения в убийстве, трое остальных были выпущены под залог. 18 октября уголовные дела Судом по делам несовершеннолетних г. Бернли были переданы в престонский Королевский суд. Предварительное слушание состоялось 31 октября, где были зачитаны обвинения двоим задержанным в убийстве Софи Ланкастер, троим в умышленном нанесении тяжких телесных повреждений Роберту Малтби. В этот день судья Энтони Рассел назначил дату следующего слушания на 14 декабря 2007 года и дату судебного разбирательства: 10 марта 2008 года. На слушании 14 декабря ни один из судимых не признал своей вины в содеянном.
На суде 10 марта 2008 года подсудимые признали свою вину в умышленном нанесении тяжких телесных повреждений. Райан Герберт сознался в Убийстве Софи Ланкастер, Брендан Харрис по прежнему не признавал свою вину. В это же время остальным троим обвинения в убийстве были сняты.
По завершении судебного процесса 27 марта 2008 года Брендан Харрис и Райан Герберт были признаны виновными в убийстве, а судья разгласил имена обоих, которые были скрыты в ходе судебного разбирательства. Детектив полиции Ланкашира Мик Грэдвелл сказал, что это было одно из самых жестоких убийств, с какими он сталкивался в своей долгой карьере:

Я не думаю, что Герберт и Харрис в полной мере осознают всю жестокость нападения. Они сделали это не задумываясь, но, кажется, получали удовольствие и продолжали пинать двух совершенно беззащитных людей, не способных дать отпор из-за полученных травм… И я весьма критически отношусь к некоторым из родителей подсудимых. Я не думаю, что они всерьёз воспринимают омерзительность произошедшего…
Оригинальный текст (англ.)I do not think Herbert and Harris have recognised how violent the attack was. They have just done it without thinking, but they seemed to have enjoyed it, and carried on remorselessly kicking at two very defenceless people who were unable to protect themselves because of the level of violence inflicted upon them… I am very critical of some of the parents involved. I really don't think they have taken completely seriously how repulsive this incident was…

Он также сказал, что на первом допросе Брендана Харриса тот смеялся и шутил со своей матерью.
Приговор по делу прозвучал 28 апреля 2008 года. Оба осуждаемых за убийство получили пожизненные сроки заключения. 15-летний Брендан Харрис имеет право на условно-досрочное освобождение через 18 лет, а 16-летний Райен Герберт — через 16 лет и 3 месяца. В заключительном слове судья назвал нападение «диким бандитизмом», который поднял вопрос о «слое общества, существующего в стране». В своей речи он добавил:

Этот ужасный случай потряс и возмутил всех, кто слышал о нём. Дикие животные, которые охотятся стаями, по крайней мере имеют на то основания — они добывают еду. У вас такой необходимости нет, и ваше поведение в ту ночь позорит человечество.
Оригинальный текст (англ.)This was a terrible case which has shocked and outraged all who have heard about it. At least wild animals, when they hunt in packs, have a legitimate reason for so doing, to obtain food. You have none and your behaviour on that night degrades humanity itself.

Трое других обвиняемых также были осуждены за умышленное нанесение тяжкого вреда здоровью. Братья Джозеф и Денни Хулм получили по 5 лет и 10 месяцев лишения свободы каждый, а Дэниел Моллет провёл в заключении 4 года и 4 месяца. 13 июня 2008 года стало известно, что все осуждённые обжаловали свои приговоры. 7 октября 2008 года началось рассмотрение апелляций, результаты которого было обещано огласить позднее. 29 октября были объявлены результаты рассмотрения апелляций. Райану Герберту сократили его минимальный срок с 16 лет и 3 месяцев до 15 лет и 6 месяцев. Брендану Харрису и троим другим осуждённым не удалось получить снижение сроков заключения.
Судьи заявили, что преступление следовало бы квалифицировать как совершённое на почве ненависти, хотя на сегодняшний день агрессия в отношении представителей различных субкультур не включается в это определение. Убийство получило широкий общественный резонанс, был начат сбор подписей в поддержку расширения трактовки термина «преступление на почве ненависти».

## Реакция СМИ
Нападение активно обсуждалось в СМИ в связи с волной молодёжных хулиганских банд, в течение лета 2007 года, в том числе в убийстве ливерпульского школьника Риса Джонса. Лидер консерваторов Дэвид Кэмерон упомянул о нападении в качестве примера в своей речи, критикующей преступность среди молодёжи в Великобритании. После этого, события, связанные с убийством, не освещались крупными информационными издательствами, но новости продолжали печататься в местных газетах и появлялись в интернете. Исключением стали похороны Софи, которые появились в новостях BBC. Повторно об убийстве Софи Ланкастер вспомнили после того, как в 2008 году в йоркширский автобус не пустили готическую пару.
Мартовский судебный процесс 2008 года получил широкое освещение ведущими национальными средствами массовой информации. Британский альтернативный журнал Bizarre 13 марта 2008 года запустил проект «Proud to be Different» (рус. «Гордись быть другим») в память о Софи Ланкастер.
11 марта 2011 года на BBC Radio 4 вышла радиопостановка по стихотворениям «Black Roses: The Killing of Sophie Lancaster» (рус. «Чёрные розы: Убийство Софи Ланкастер») поэта Саймона Армитиджа. Текст Софи читает Рэйчел Остин.
Родом Лиддлом из The Sunday Times было отмечено, что жертвы нападения заплатили за снисхождение для «диких» преступников. Виной этому послужили родители убийц, суды и правительство, желающее отправлять в тюрьму как можно меньше таких людей.

## Реакция субкультур и законодательство
Убийство Софи Ланкастер вызвало большой резонанс не только в гот-сообществе, но и во многих других субкультурах, как в Великобритании, так и по всему миру. Мартин Коулз, организовавший сбор средств для установки мемориальной скамьи в Уитби сказал, что во время сбора средств в интернете ему удалось пообщаться со многими людьми со всего мира. Он уточнил, что теми пользователями были не только готы, но также байкеры, металлисты, люди с электро- и инди-сцен.
Многие уделяли внимание тому, что убийство было совершено на почве ненависти, вспоминая схожее по мотивам убийство панка Брайана Денеке в Техасе. Убийство Софи ещё раз показало, что готы подвержены непониманию со стороны окружающих и вероятность стать жертвой насилия у них больше.

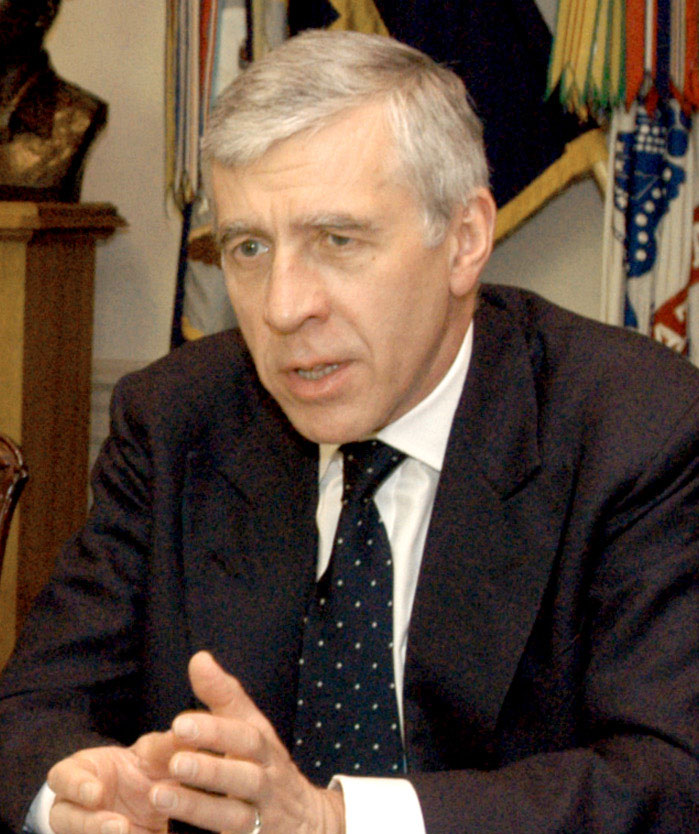
Джек Стро — министр юстиции Англии до 2010 года

Это убийство побудило активистов начать сбор подписей в поддержку расширения понятия «преступление на почве ненависти», так как раньше под это понятие подпадали особого рода преступления против личности, совершаемые преступником под влиянием ненависти к лицам иной расы, национальности, вероисповедания, этнического происхождения, политических убеждений, пола или сексуальной ориентации, но никак не внешность человека, выражающая его принадлежность к той или иной субкультуре. Петицию подписали 1 500 человек (позже Manchester Evening News опубликовала цифру 7 000), после чего она была отправлена на Даунинг-стрит, 10. Аде Варни, автор петиции говорил о том, что готов осыпают словесными оскорблениями каждый день, и это делают не только молодые люди. Также он сказал, что после смерти Софи многие девушки перестали одеваться как раньше из-за страха нападения.
Представители парламента Джанет Андерсон от района Россендейл и Грег Поуп от района Хайтберн подняли этот вопрос в палате о́бщин и выступили за принятие решения в срочном порядке. В 2009 году министр юстиции Джек Стро заявил, что не может изменить закон напрямую, но в его силах было повлиять на судей, которые будут назначать преступникам такие же меры наказания, как, например, обвиняемым гомофобам или расистам. Фонд Софи и его сторонники посчитали это большой победой.
Наконец, в апреле 2013 года полиция Большого Манчестера официально объявила, что преступление, совершённые против гота или представителя другой субкультуры, будет записываться как преступление на почве ненависти. Новая классификация позволит полицейским брать дела о преступлениях, совершенных против представителей неформальных культур, под особый контроль. Эксперты отметили, что такого рода изменения помогут правоохранительным органам более продуктивно работать, но в то же время они не означают, что наказания за такого рода преступления будут более суровыми.

## Память
После произошедшего в парке, на его решётчатой ограде стали появляться десятки букетов цветов, приносимые туда жителями города. Также стали приходить сообщения из Европы и Америки в поддержку потерпевших, которые публиковались на сайте местной газеты Rossendale Free Press.
26 августа 2007 года на фестивале альтернативной электронной музыки Infest, проходящем в городе Брадфорд, участником VNV Nation, Ронаном Харрисом Софи Ланкастер была посвящена песня «Illusion», также музыкант связался с её семьёй и передал им свои соболезнования. В парке, где произошёл инцидент, мотоциклистом Мэтью Энтвистлом была установлена мемориальная доска, посвящённая Софи Ланкастер. Софи была посвящена песня, исполняемая на концертах Театра королевского суда Бакапа 6 и 7 сентября 2007 года.
В субботу 6 октября 2007 года состоялся двенадцатичасовой концерт, посвящённый Софи Ланкастер, в котором участвовали 10 музыкальных групп, выступающих непрерывно с 13:00 до 01:00. Вокалистка группы Comic Slop Келли Роди исполнила песню «Walk in the Park» (рус. Прогулка в парке), написанную в память о событиях 11 августа. Ещё до концерта Келли говорила, что была шокирована, узнав о произошедшем, тем более, что её сын разговаривал с Софи за несколько часов до произошедшего. Также она сказала: «Я знаю, что чувствуют те, кто немного отличается от других. Я инвалид, у меня хроническая экзема, и я глуха на одно ухо». В тот же день помимо музыкального представления местная футбольная команда Боро встретилась с Эбби Эй из Манчестера, перед началом матча футболисты почтили память девушки минутой молчания, а на форме Боро присутствовали чёрные нарукавные повязки.
12 ноября 2007 года состоялись публичные похороны Софи, в которых приняли участие сотни людей, присутствовали операторы BBC. 25 ноября друзьями убитой был организован мемориальный концерт с участием любимых местных групп Софи, который транслировался Granada Television.

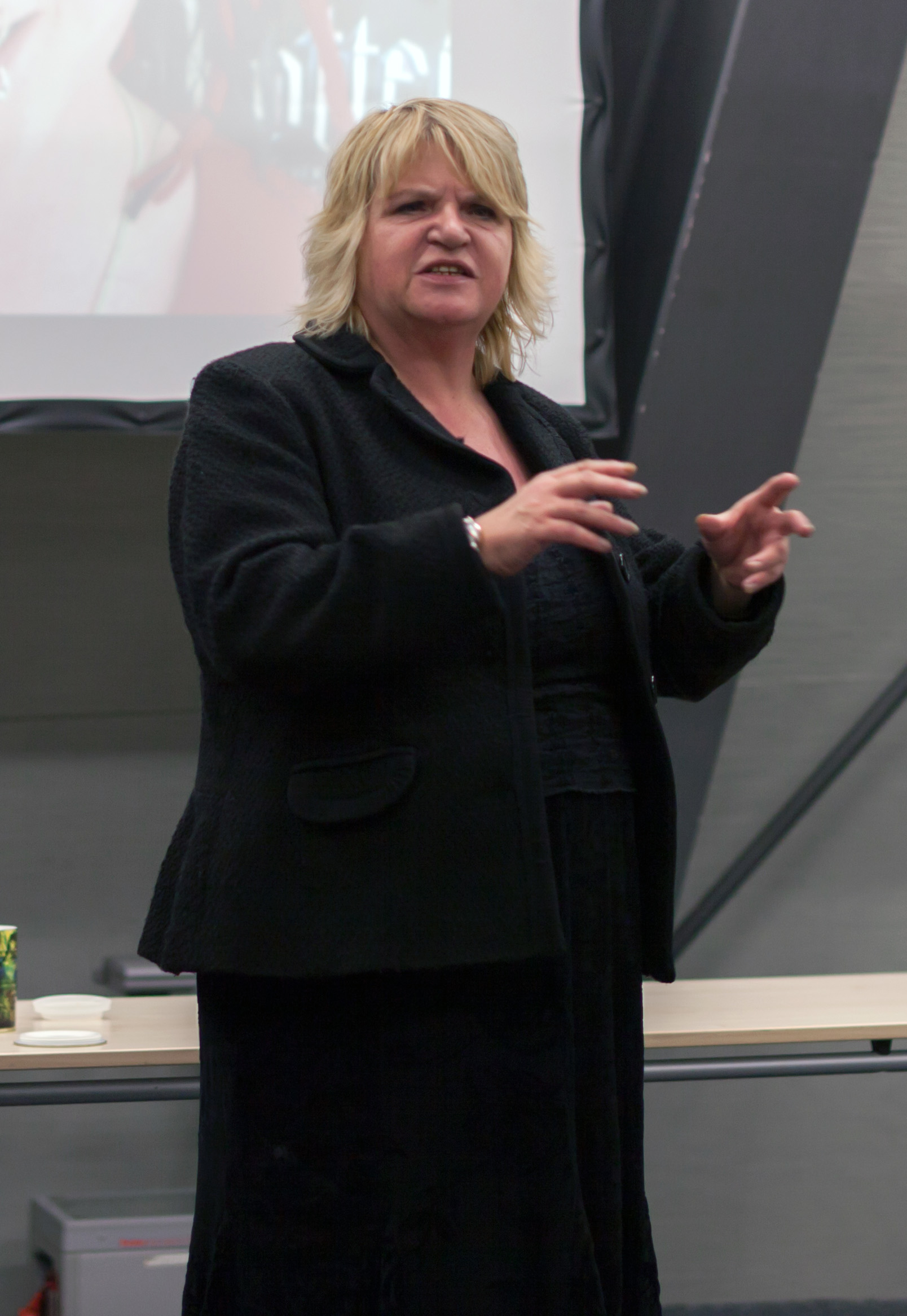
Сильвия Ланкастер на собрании S.O.P.H.I.E. в 2012 году.

Родители и друзья Софи основали благотворительный фонд «S.O.P.H.I.E.» (англ. Stamp Out Prejudice, Hatred And Intolerance Everywhere — «Избавимся от предубеждения, ненависти и нетерпимости повсеместно»). Целью фонда являются пропаганда толерантности среди молодёжи. Также был учреждён кинофестиваль Bacup Film Festival, в котором принимают участие инновационные и экспериментальные фильмы.
В городке Уитби, где регулярно проводится готический фестиваль Whitby Gothic Weekend, была установлена памятная скамейка Софи Ланкастер. Собрав £ 3000, скамейку с мемориальной табличкой установили в январе 2008 года в городе Уитби на улице Вест Клифф.
24 и 25 июня 2008 года Carabas Theatre Company поставила новую чёрную комедию «Присоски» по М. Дж. Весоловскому, которая затрагивает представления о готической субкультуре. Все доходы от показа пьесы пошли в фонд S.O.P.H.I.E. Постановка происходила в Ланкастере. В дискуссии после спектакля актёры и зрители обсуждали готическую культуру и вопросы, поднятые в спектакле. Благодаря «Присоскам», фонд получил £ 200.
В день, когда Софи исполнилось бы 23 года, 26 ноября 2009 года, свет увидел 4-минутный короткометражный анимационный фильм «Dark Angel» (рус. «Тёмный ангел»), описывающий события ночи 11 августа. Мультфильм появился в интернете и был показан на телеканале MTV. Также эта работа была показана на большом экране на площади Кафедрал Гарденс в Манчестере.
3 июня 2010 года во Дворце Аффлека в Манчестере прошла выставка изобразительного искусства, состоящая из 15 картин, написанных Робертом Малтби. Выставка назвалась Багровый ирис: Искусство Софи (англ. Crimson Iris: The Art of Sophie), вырученные деньги с которой тоже отправились в фонд S.O.P.H.I.E.
Поэт Саймон Армитидж написал в память о Софи цикл стихотворений «Чёрные розы» (англ. «Black Roses»), на основе которого позже была создана пьеса.
Нидерландская симфо-метал-группа Delain в 2012 году выпустила альбом We Are the Others (рус. «Мы иные»), такое же название получила заглавная песня, до этого отдельно выпущенная синглом. Шарлотта Весселс, вокалистка группы, по этому поводу сказала:

Помню, когда впервые услышала об этом… Узнала даже не из нидерландских новостей, а просто увидела в интернете… Кто-то снял небольшой фильм про это трагическое событие. Я посмотрела его и расплакалась. Это невероятно печальное событие. После просмотра я ничего не предпринимала в отношении этой темы вплоть до начала работы над альбомом We Are The Others, но идея для текстов песен родилась сразу. Я предполагала написать песню о том, что «мы иные» и о чувстве единения. С одной стороны, о гордости за то, кто ты, чем ты отличаешься от других и как ты отличаешься от других. С другой стороны, эта песня для тех самых не понимающих «иных». Мы просто хотели написать песню про понимание.
Оригинальный текст (англ.)I remember when I first heard about it … it wasn’t on Dutch news, I just heard about it through Internet networks and the goth scene … there was this movie made about it, a short film of about four minutes. I saw it, and I just cried. It’s so incredibly sad! After seeing the movie, I didn’t really DO anything with it until we were working on “We Are The Others.” But the basic idea of the lyrics was there. It was just supposed to be a song about “we are the others” and a feeling of togetherness. On the one hand, being proud of whoever you are, whether you divert from the norm in whatever way you divert from the norm. But on the other hand, it is also kind of a song for “others”. We just wanted a song about acceptance.
— Интервью для Sonic Cathedral